# Helianthemum vesicarium
Helianthemum vesicarium är en solvändeväxtart som beskrevs av Pierre Edmond Boissier. Helianthemum vesicarium ingår i släktet solvändor, och familjen solvändeväxter. Inga underarter finns listade i Catalogue of Life.

## Bildgalleri

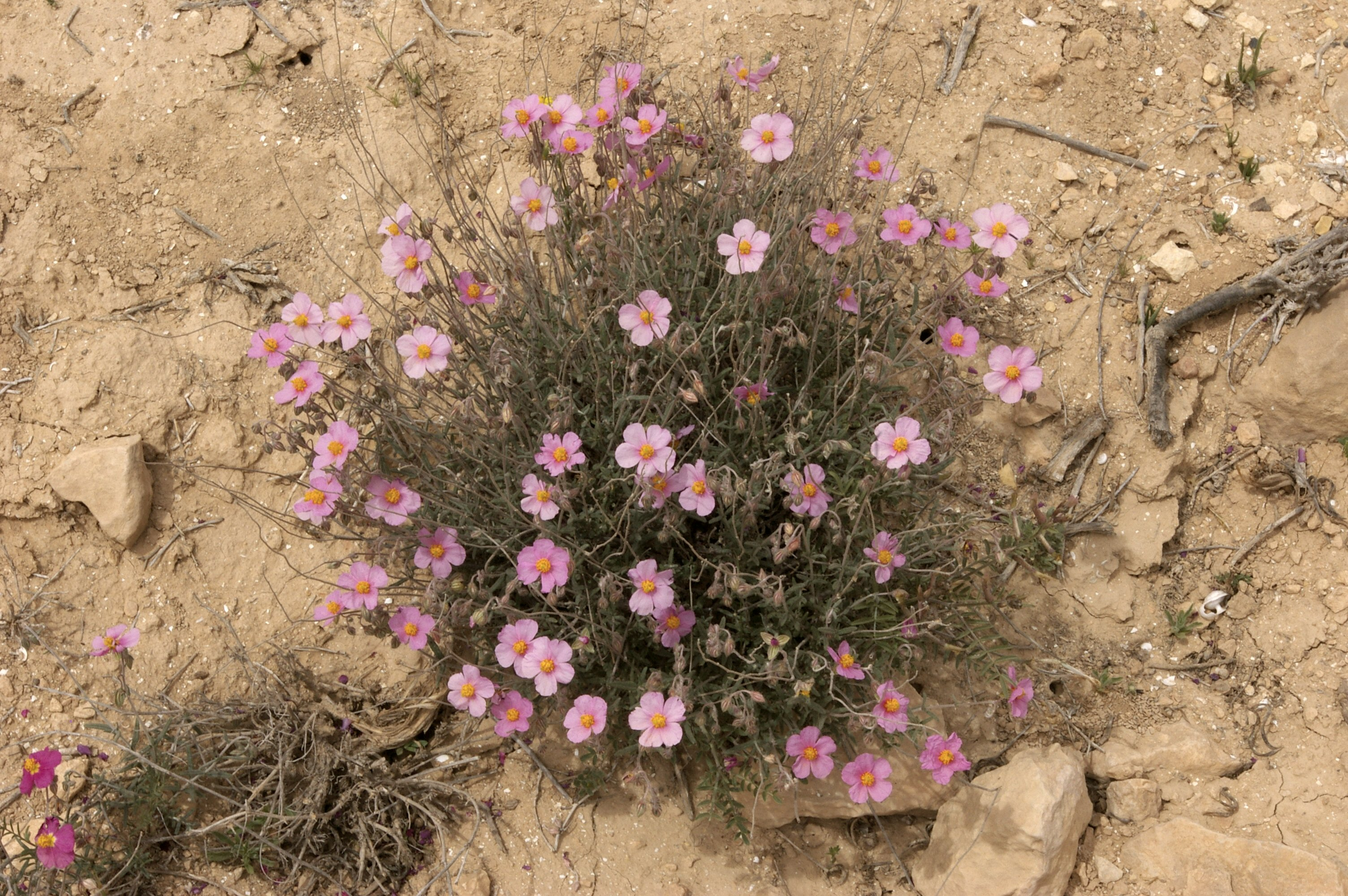
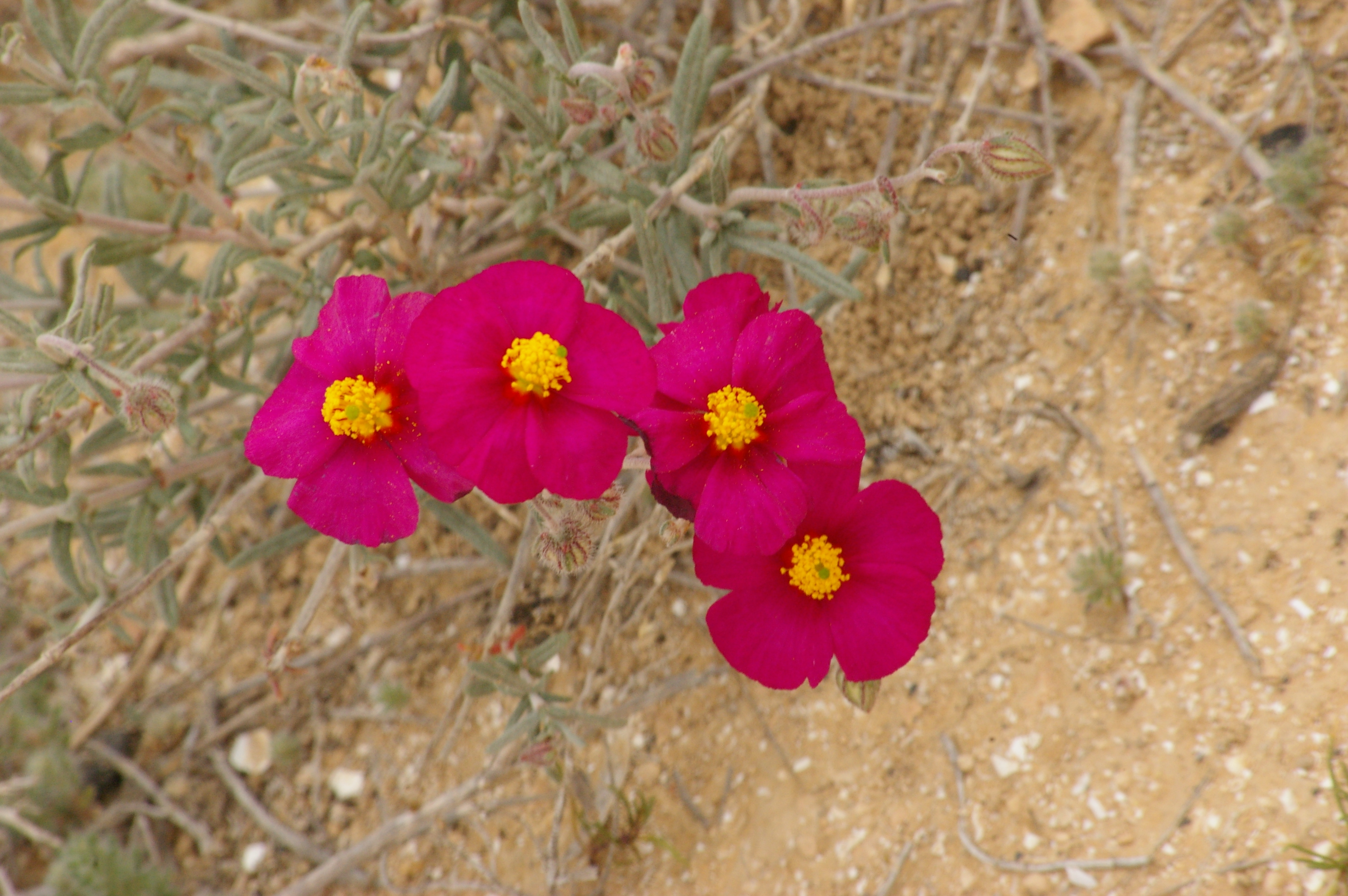
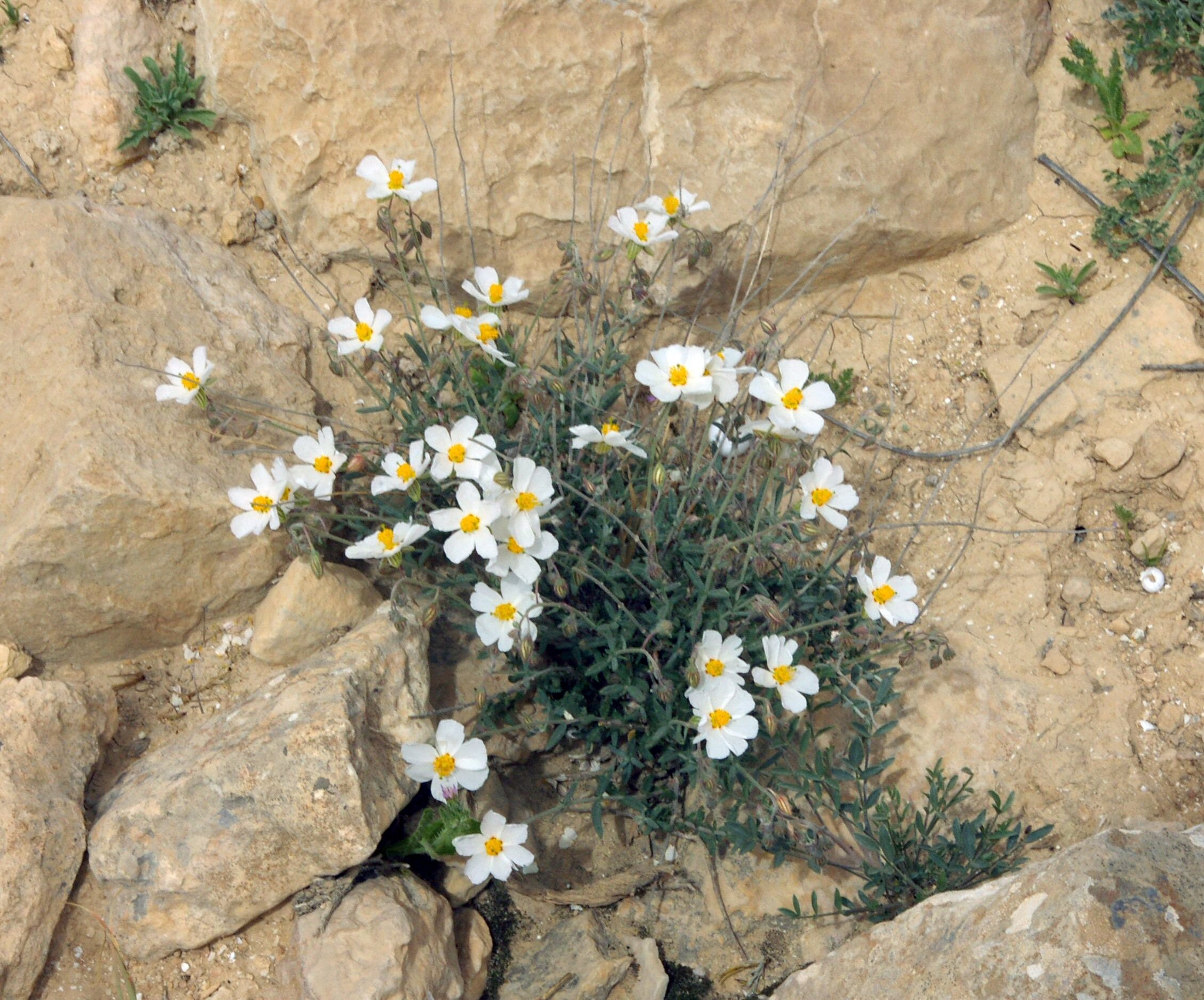
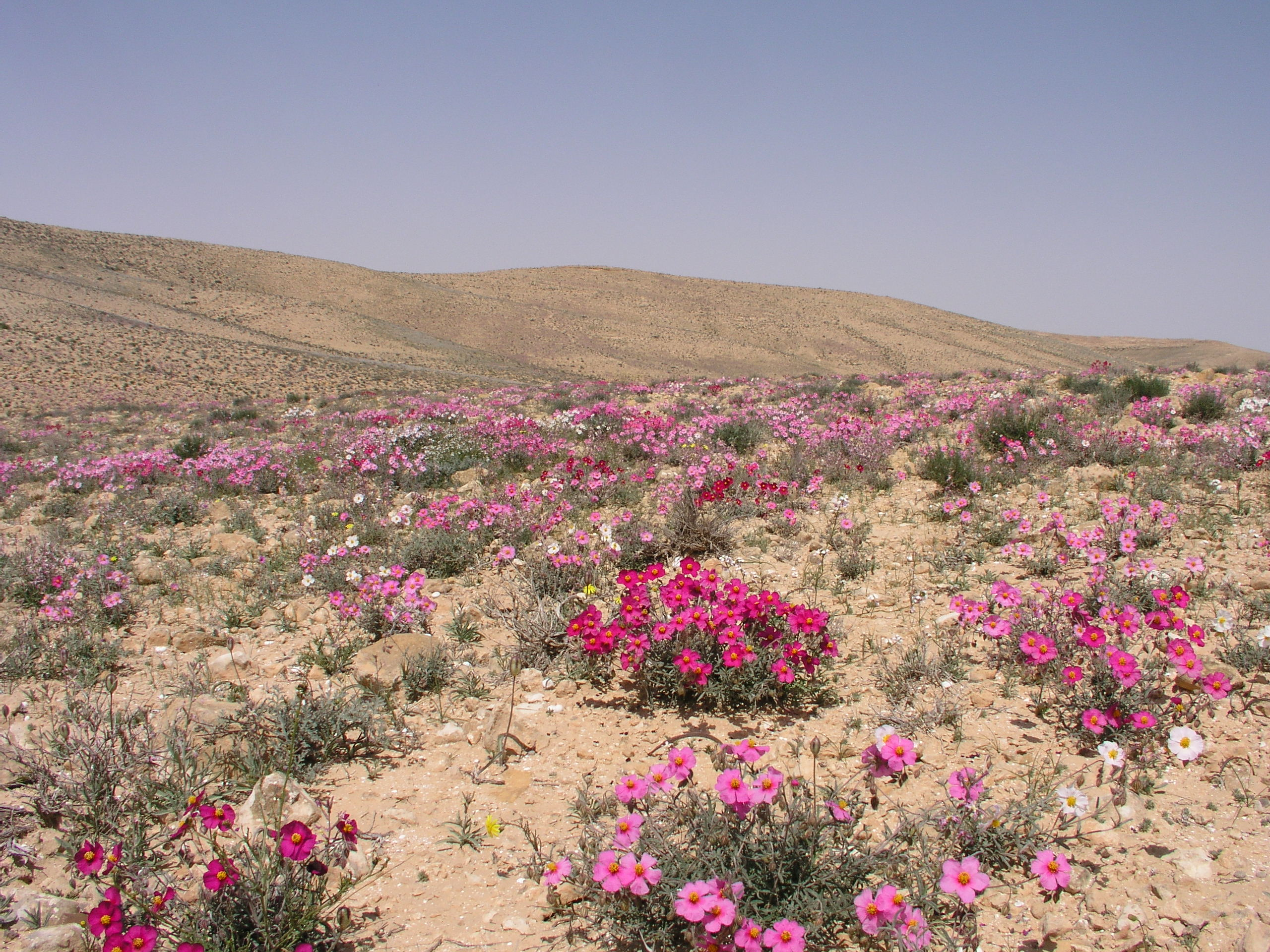
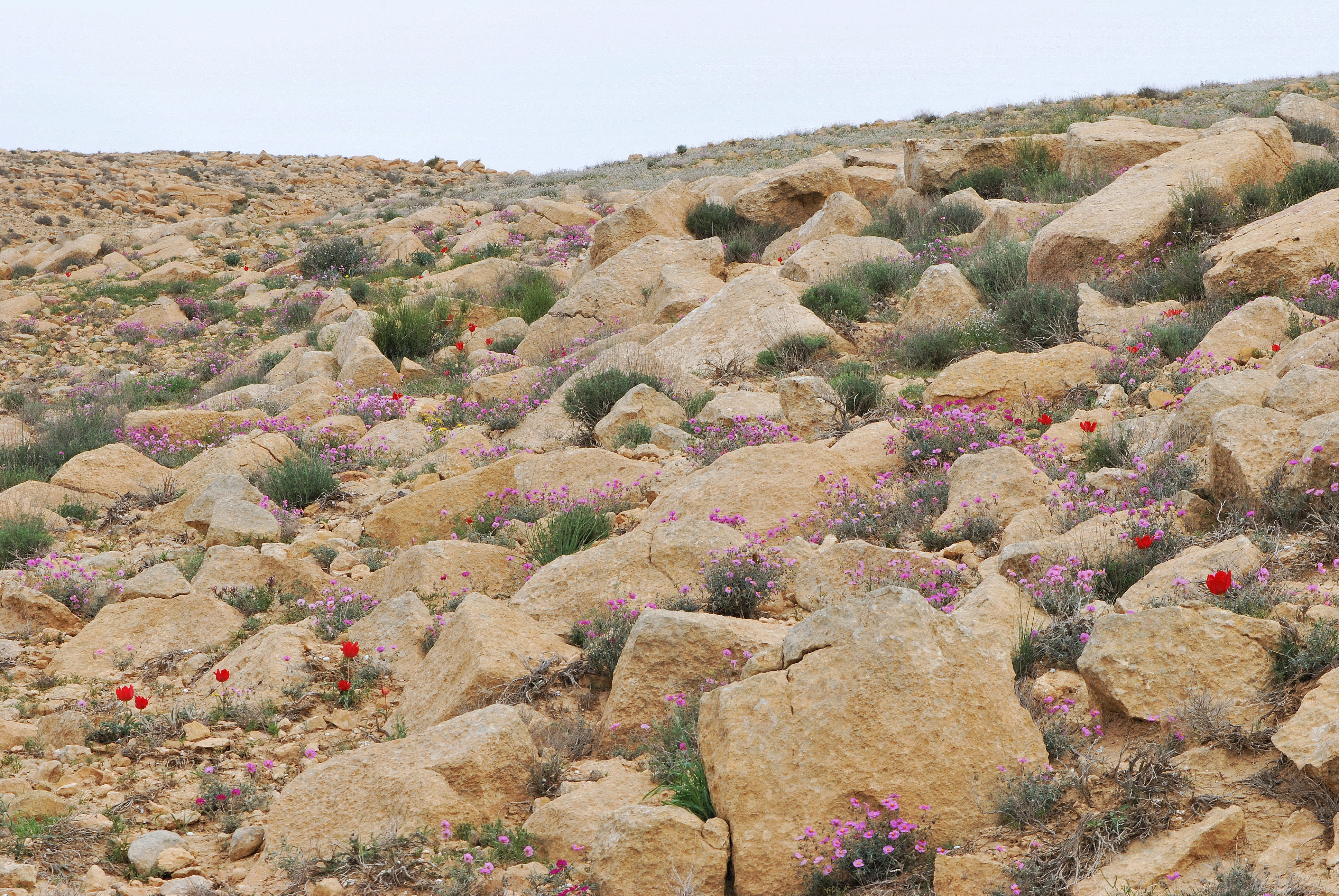
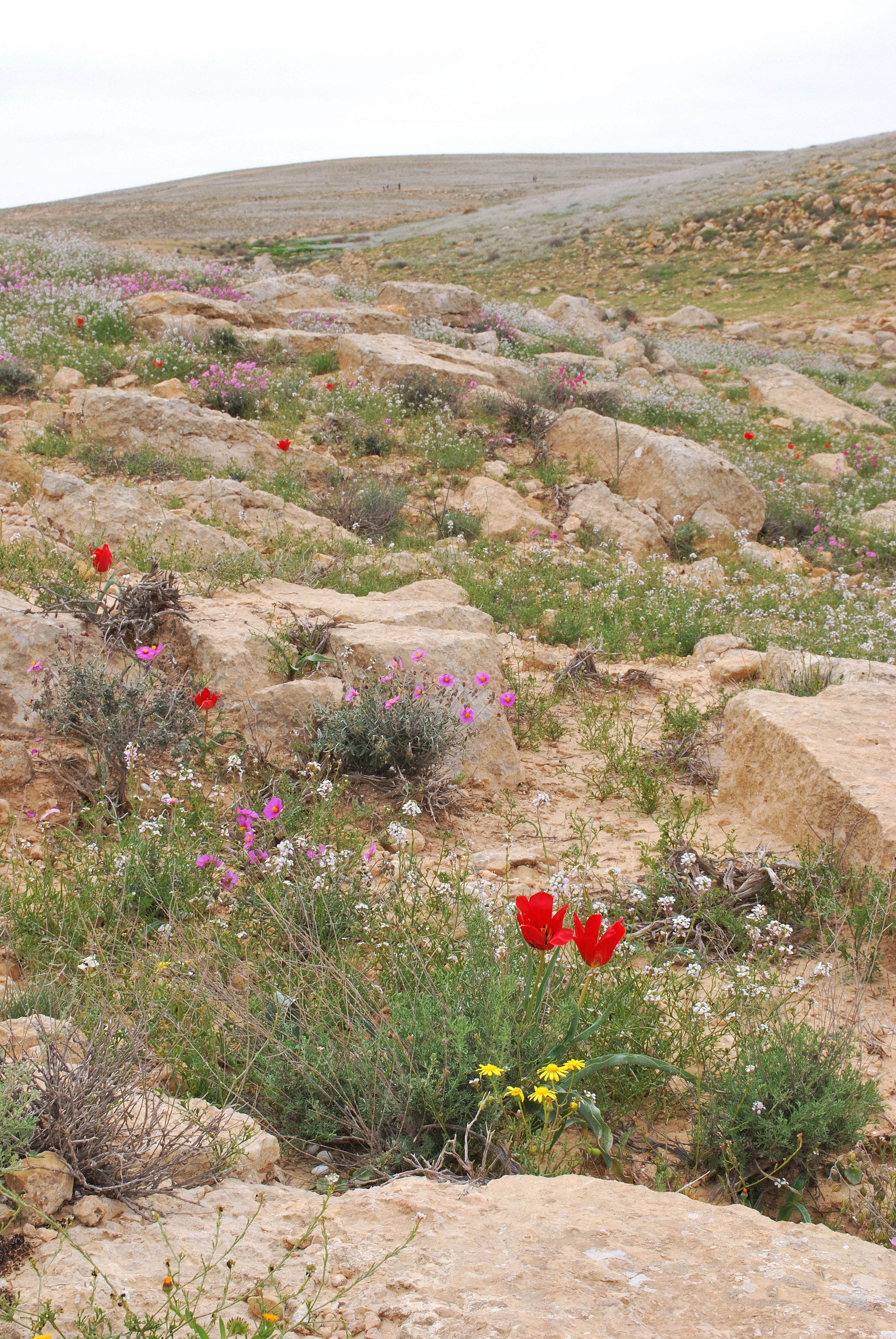